# USS Cole (DDG-67)
El USS Cole (DDG-67) es un destructor dotado con la capacidad de lanzar misiles guiados perteneciente a la clase Arleigh Burke equipado con el sistema de combate Aegis con base en Norfolk, Virginia. El USS Cole recibió su nombre en honor al sargento del Cuerpo de Marines de los Estados Unidos Darrell S. Cole, caído en acción en Iwo Jima el 19 de febrero de 1945. 
El 12 de octubre de 2000, el USS Cole fue dañado, y 17 de sus tripulantes fallecieron en un atentado suicida en el puerto yemení de Adén.

## Historial operativo
El USS Cole fue ordenado el 16 de enero de 1991. El buque fue construido por los astilleros Ingalls Shipbuilding, donde se colocó su quilla el 28 de febrero de 1994, fue botado el  10 de febrero de 1995 y tras la finalización de las obras de construcción a flote, fue entregado a la Armada de los Estados Unidos el 11 de marzo de 1996, que lo dio de alta el 8 de junio de 1996.

### Atentado

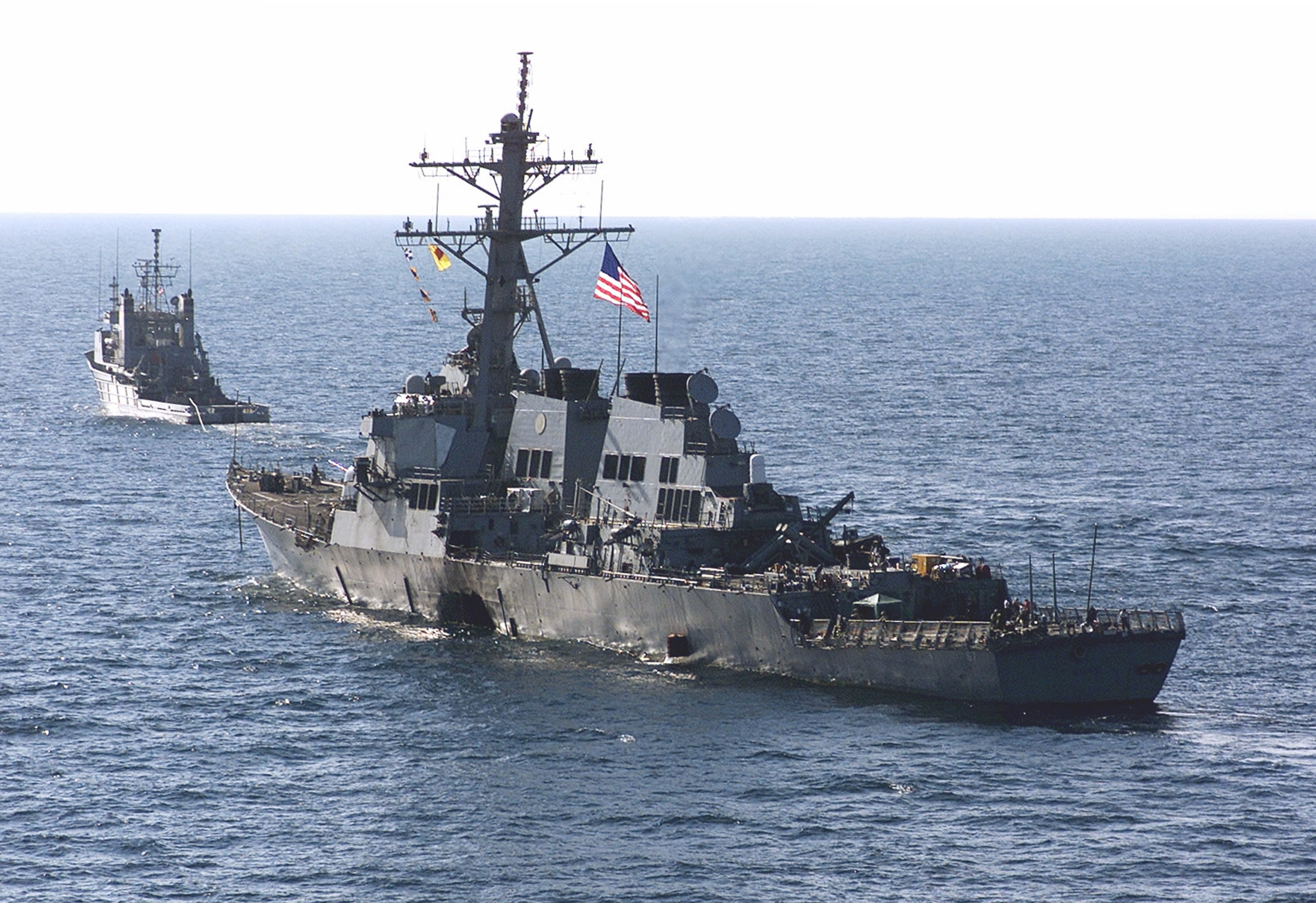
Daños provocados en el USS Cole (DDG-67) tras el atentado sufrido con una lancha suicida el 12 de octubre de 2000 en Adén (Yemen). Murieron 17 marineros.

El 12 de octubre de 2000, mientras estaba fondeado en Adén, el USS Cole fue atacado en un acto terrorista por un comando suicida de Al-Qaeda, que navegando en una pequeña embarcación neumática, consiguió acercarse lo suficiente al destructor para detonar las cargas explosivas.  La onda expansiva, abrió un agujero en el casco del buque de 12 m de diámetro, que provocó la muerte de 17 de sus tripulantes, y causó heridas a otros 39. El buque, estaba bajo el mando del comandante Kirk Lippold.
El Gobierno de los Estados Unidos ofreció una recompensa de 5  millones de dólares a cambio de información que permitiera arrestar a los líderes que ordenaron el ataque al USS Cole. Al-Qaeda fue sospechosa desde el primer momento del ataque al Cole debido al intento fallido del 3 de enero de 2000 contra el USS The Sullivans. El  4 de noviembre de 2002, Ali Qaed Sinan al-Harthi, que se supone fue el planificador del ataque al USS Cole, fue asesinado por la CIA mediante un misil AGM-114 Hellfire lanzado desde un avión no tripulado UAV MQ-1 Predator.
El 21 de agosto de 2006, al Associated Press reportó que al oficial al mando del USS Cole en el momento del atentado Kirk Lippold se le había denegado el ascenso.

### Servicios tras el atentado

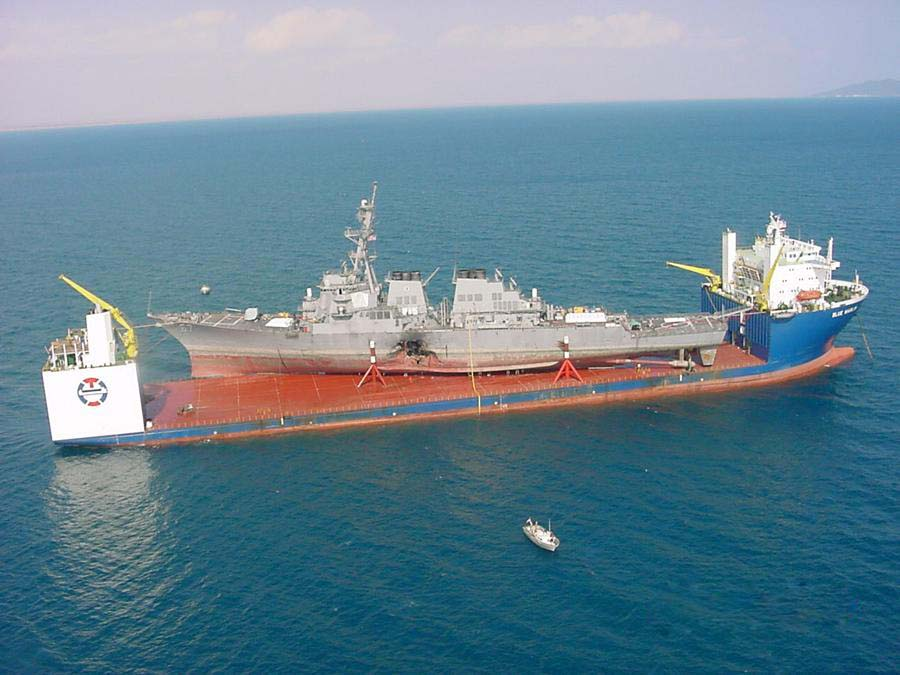
El USS Cole siendo transportado por el MV Blue Marlin.

El USS Cole retornó a los Estados Unidos a bordo del buque noruego semisumergible MV Blue Marlin propiedad de la compañía Offshore Heavy Transport de Oslo, Noruega. El buque, fue descargado por el Blue Marlin el 13 de diciembre de 2000 en una zona previamente dragada en los astillero de Northrop Grumman Ship Systems, Ingalls Operations en  Pascagoula, Misisipi. Tras 14 meses de reparaciones, el Cole partió el 19 de abril de 2002, volviendo a su puerto base en Norfolk, Virginia. El Cole partió de Norfolk el 29 de noviembre de 2003 en el primer despliegue del destructor después del atentado. Retornó a su puerto base el 27 de mayo de 2004 sin incidentes. 
El Cole fue desplegado en Oriente Medio el 8 de junio de 2006 por primera vez desde el atentado. Durante su paso por Adén su tripulación formó en cubierta en memoria de los tripulantes fallecidos. Retornó a su Puerto base de Norfolk, el 6 de noviembre de 2006 sin incidentes.
El 28 de febrero de 2008, el Cole fue enviado frente a las costas del Líbano.

## Modernización

El USS Cole en el año 2014.

El 12 de noviembre de 2009, la agencia de defensa de  misiles, anunció que el USS Cole sería modernizado durante el año fiscal 2013 con misiles estándar 3 RIM-161 (SM-3) con capacidad de operar como parte de su sistema Aegis de defensa  contra misiles.